# Ecballium
Ecballium é um género botânico pertencente à família Cucurbitaceae.

## Descrição
Uma das características que o diferencia do resto dos géneros da família é a ausência de gavinhas.
As suas flores são unissexuais, solitárias as femininas e em racimos auxiliares as masculinas. O fruto, em forma de pequeno pepino, lança violentamente as sementes quando se desprende do pedúnculo.

## Sinónimos
- Elaterium Mill., Gard. Dict. Abr., ed. 4. 1754, nom. rej.
- Momordica L., Sp. pl., 2:1010, 1753  (basónimo)

## Espécie
- Ecballium elaterium (L.) A.Rich. in Bory, Dict. Class. Hist. Nat., 6, 19, 1824[1] nom. cons.

Todas as outras espécies descritas são meros sinónimos

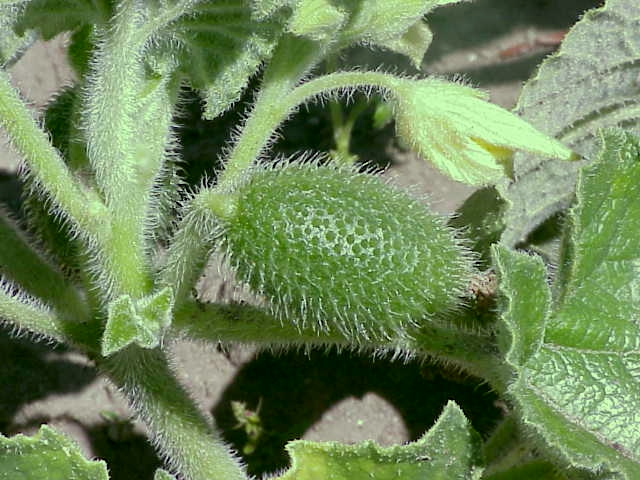
Ecballium elaterium

Os nomes comuns são momórdica, pepineiro-bravo, pepineiro-de-são-gregório, pepino-de-são-gregório e pepineiro-selvagem.